# Pione Sisto
Pione Sisto Ifolo Emirmija (ur. 4 lutego 1995 w Kampali) – duński piłkarz pochodzenia sudańskiego grający na pozycji pomocnika w klubie Aris oraz reprezentacji Danii.

## Kariera klubowa
Sisto urodził się w Ugandzie, ale swoją karierę rozpoczął w klubie Tjørring IF. Następnie został zawodnikiem FC Midtjylland. W 2012 roku awansował do pierwszego zespołu Midtjylland. Swój debiut w Superligaen zaliczył 18 listopada 2012 w przegranym 1:2 wyjazdowym meczu z FC København. 19 lipca 2013 strzelił swojego pierwszego gola w lidze, a jego zespół wygrał 2:0 z Aarhus GF. W sezonie 2013/2014 stał się podstawowym zawodnikiem Midtjylland. W sezonie 2014/2015 wywalczył pierwsze w historii klubu mistrzostwo Danii. W sezonie 2016/2017 został zawodnikiem Celty Vigo. W 2020 roku powrócił do FC Midtjylland.
| Sezon   | Klub           | Kraj      | Rozgrywki        | Mecze | Gole |
| ------- | -------------- | --------- | ---------------- | ----- | ---- |
| 2012/13 | FC Midtjylland | Dania     | Superligaen      | 10    | 0    |
| 2013/14 | FC Midtjylland | Dania     | Superligaen      | 27    | 6    |
| 2014/15 | FC Midtjylland | Dania     | Superligaen      | 22    | 8    |
| 2015/16 | FC Midtjylland | Dania     | Superligaen      | 29    | 4    |
| 2016/17 | FC Midtjylland | Dania     | Superligaen      | 1     | 0    |
| 2016/17 | Celta Vigo     | Hiszpania | Primera División | 30    | 3    |
| 2017/18 | Celta Vigo     | Hiszpania | Primera División | 34    | 5    |
| 2018/19 | Celta Vigo     | Hiszpania | Primera División | 25    | 2    |
| 2019/20 | Celta Vigo     | Hiszpania | Primera División | 21    | 2    |
| 2020/21 | FC Midtjylland | Dania     | Superligaen      | 1     | 0    |

## Kariera reprezentacyjna
W 2015 roku Sisto zaczął grać w reprezentacją Danii U-21. W 2015 roku wystąpił z nią na Mistrzostwach Europy U-21. Dotarł z nią do półfinału.
W seniorskiej reprezentacji Danii Sisto zadebiutował 4 września 2015 w zremisowanym 0:0 meczu eliminacji do Euro 2015 z Albanią, rozegranym w Kopenhadze. W 2018 roku wystąpił na Mistrzostwach Świata, na których rozegrał 4 spotkania.

## Życie prywatne
Jego rodzice pochodzą z Sudanu Południowego. Z powodu wojny domowej w Sudanie wyemigrowali do stolicy Ugandy Kampali, skąd 2 miesiące po jego narodzinach przenieśli się do Danii. W grudniu 2014 roku Sisto otrzymał duńskie obywatelstwo.